# Finánctőke
A finánctőke az ipari és banktőke, valamint az ipari, kereskedelmi és bankmonopóliumok összefonódásából kialakuló tőke a monopolkapitalizmus időszakában. A pénzintézetek részvényeinek az ipari monopóliumok általi felvásárlásával, valamint az iparvállalatoknak a nagybankok érdekeltségi körébe vonásával keletkezik. A 19–20. század fordulóján, az imperializmus korában uralkodó tőketípus volt.
A finánctőke kialakulását a részvénytársasági forma teszi lehetővé. Miközben valamely vállalatba fektetett tőke átalakul termelési tőkévé, azalatt a részvények alakjában megjelenő finánctőke továbbra is a pénzpiacon marad, és bármikor visszaváltozhat – legalábbis elméletileg – pénztőkévé. Rendszerint azonban a részvényeket kibocsátó bankok és pénzcsoportok kezén marad. A finánctőke így élesen elválik a termelő tőkétől, kialakulása lehetővé teszi a hitelélet céltudatosabb megszervezését és irányítását.